# Stephen Ameyu Martin Mulla
Stephen Ameyu Martin Mulla (nascut el 10 de gener de 1964) és un prelat catòlic del Sudan del Sud que ha servit com a arquebisbe de Juba des del 2020, després de servir menys d'un any com a bisbe de Torit. El papa Francesc el va nomenar cardenal el 30 de setembre de 2023.

## Biografia
Stephen Ameyu Martin Mulla va néixer a Ido, a la diòcesi de Torit , a la regió d'Equatoria del Sudan, ara al Sudan del Sud, el 10 de gener de 1964. Va assistir al seminari menor de Torit del 1978 al 1981 i al de Wau del 1981 al 1983. Després va estudiar breument al Seminari Nacional Major Saint Paul, seguit de filosofia al seminari de Bussere (Wau) de 1984 a 1987 i de teologia a Munuki (Juba) de 1988 a 1991. Va ser ordenat  sacerdot de la diòcesi de Torit el 21 d'abril de 1991 per a la diòcesi de Torit. Després va ocupar una varietat de tasques pastorals durant tres anys.
Del 1993 al 1997 va estudiar a la Pontifícia Universitat Urbana, aconseguint el doctorat en teologia dogmàtica, amb una tesi titulada "Verso il dialogo religioso e la riconciliazione in Sudan" ("Cap al diàleg religiós i la reconciliació al Sudan") i des d'aleshores fins al 2019 va ser professor i degà del Seminari Major Nacional Saint Paul de Juba. Va impartir classes nocturnes al Comboni College for Adults and Teachers de 1998 a 2000 i va ser professor i consultor de l'organització local sudanesa per a la no violència i la democràcia (SONAD) de 1999 a 2008. Va fundar una ONG humanitària local, Horiok. Community Association and Development (HODA) el 2005 i hi va treballar com a consultor i conseller durant cinc anys. Va treballar en una capacitat similar per a organitzacions de drets de les dones del 2013 al 2016, i després del 2016 al 2019 com a vicerector adjunt d'Administració i Finances de la Universitat Catòlica del Sudan del Sud i subdirector de l'Institut de Recerca Aplicada i Divulgació Comunitària allà.
El 3 de gener de 2019, el papa Francesc el va nomenar bisbe de Torit, seu que portava cinc anys sense bisbe. Va rebre la seva consagració episcopal el 3 de març d'aquell any de mans de Paulino Lukudu Loro, arquebisbe de Juba.
El 12 de desembre de 2019, el papa Francesc el va promoure a arquebisbe de Juba i hi va instal·lar-se el 22 de març de 2020 i va ser nomenat administrador apostòlic de Torit el mateix dia. El seu nomenament com a arquebisbe va trobar una certa oposició, possiblement lligada a divisions ètniques, que incloïa acusacions d'influència indeguda i inadequació, que el papa Francesc va revisar i, tanmateix, va confirmar el nomenament el 6 de març. Els que es van oposar al nomenament d'Ameyu van dir que no tenien cap objecció basat en l'afiliació tribal, encara que eren bari i Ameyu és otuho.
Des de gener de 2020, és vicepresident de la Conferència Catòlica de Bisbes del Sudan i Sudan del Sud. També va exercir com a administrador apostòlic de la diòcesi de Wau des de setembre de 2020 fins a gener de 2021.
Va ser amfitrió de la visita del papa Francesc al Sudan del Sud el febrer de 2023.
El 9 de juliol de 2023, el papa Francesc va anunciar que tenia previst nomenar-lo cardenal en un consistori previst per al 30 de setembre. En aquell consistori va ser nomenat cardenal sacerdot de Santa Gemma Galgani a Monte Sacro.